# Cumbal (vulkaan)
De Cumbal is een actieve stratovulkaan gelegen in het departement Nariño in het zuiden van Colombia. De vulkaan ligt vlak bij de grens met Ecuador ten westen van het dorp Cumbal, ongeveer 79 kilometer ten zuidwesten van de stad Pasto. De berg is zowel de hoogste van zuidelijk Colombia als de meest zuidelijke actieve vulkaan. De meest recente uitbarsting was op 10 juli 2012.

## Geologie
Het uit andesitisch-dacitisch stollingsgesteente bestaande vulkanisch complex strekt zich uit in noordoost-zuidwestelijke richting, veroorzaakt door de gedeeltelijke overlapping van twee kegels; de Mundo Nuevo met een krater van 200 meter doorsnede en de Plazuela met een diameter van 600 meter. De enige twee historische uitbarstingen vonden plaats in 1877 en 1926. Op 10 juli 2012 werd de status van de vulkaan echter van "groen" naar "geel" opgeschroefd, vanwege gemeten activiteit van de Cumbal.
In het verleden werd met behulp van mijnbouw zwavel gewonnen uit de fumaroles van de vulkaan, waarbij ook het ijs werd verzameld en verkocht op de markt van Ipiales.

## Galerij

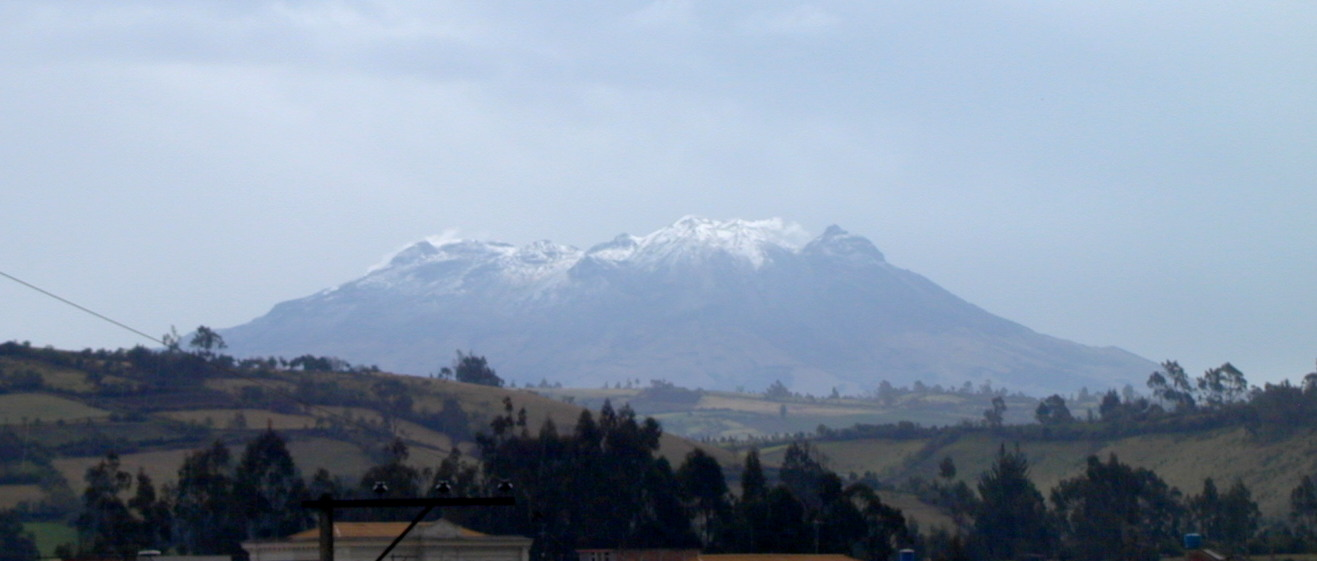
De Cumbal gezien vanuit de stad Tulcán, Ecuador